# Dicliptera lugoi
Dicliptera lugoi är en akantusväxtart som beskrevs av Wassh.. Dicliptera lugoi ingår i släktet Dicliptera och familjen akantusväxter. Inga underarter finns listade i Catalogue of Life.